# Бордунов, Иван Яковлевич
Иван Яковлевич Бордунов (1910 — неизвестно, Константиновка, Краматорский район, Донецкая область, Украинская ССР) — старший мастер мартеновского цеха Константиновского металлургического завода имени Фрунзе, Сталинская область, Украинская ССР. Герой Социалистического Труда (1958).

## Биография
Родился в 1910 году в крестьянской семье в одном из сельских населённых пунктов современной Курской области. С 1930-х годов трудился сталеваром на Константиновском металлургическом заводе имени Фрунзе. После начала Великой Отечественной войны эвакуировался вместе с другими специалистами завода. После освобождения Сталинской области от немецкой оккупации в сентябре 1943 года возвратился в Константиновку, где участвовал в восстановлении разрушенного завода. За выдающиеся трудовые достижения в восстановлении производства был награждён Орденом Трудового Красного Знамени и выдающиеся трудовые достижения по итогам работы Четвёртая пятилетка (1946—1950) — Орденом Ленина.
В последующие годы продолжал демонстрировать высокие трудовые результаты в металлургии. Указом Президиума Верховного Совета СССР от 19 июля 1958 года удостоен звания Героя Социалистического Труда за «выдающиеся успехи, достигнутые в деле развития чёрной металлургии» с вручением ордена Ленина и золотой медали «Серп и Молот» (№ 9287).
Этим же указом званием Героя Социалистического Труда был награждён директор Константиновского металлургического завода Владимир Степанович Диордиев.
После выхода на пенсию проживал в Константиновке. Дата смерти не установлена.
Награды
- Герой Социалистического Труда
- Орден Ленина — дважды (06.02.1951; 1958)
- Орден Трудового Красного Знамени (05.05.1949)
- Медаль «За трудовую доблесть» (26.03.1939)